# Trachypithecus pileatus
Trachypithecus pileatus är en däggdjursart som först beskrevs av Edward Blyth 1843.  Trachypithecus pileatus ingår i släktet Trachypithecus och familjen markattartade apor. De svenska trivialnamnen mösslangur och tofshulman förekommer för arten.
Inga underarter finns listade i Catalogue of Life. Wilson & Reeder (2005) och IUCN skiljer mellan 4 underarter.

## Utseende
Hannar är med en kroppslängd (huvud och bål) av 53 till 71 cm och en svanslängd av 86 till 100 cm tydlig större än honor. Honornas kroppslängd är 49 till 66 cm och svanslängden är 83 till 96 cm. Hannar är med 11,5 till 14 kg även tyngre, medan honor blir 9,5 till 11,5 kg tunga.
Pälsen är allmänt mörkgrå till svart på ryggen och gyllen till vitaktig på buken. Beroende på underart har håren på huvudets topp, på bröstet eller vid kinderna en annan färg, till exempel, ljusgrå, röd eller orange. Nyfödda ungar har en tunn krämfärgad päls och ofta skiner den rosa huden genom.

## Utbredning och habitat
Trachypithecus pileatus förekommer i södra Asien i de indiska delstaterna Arunachal Pradesh, Assam, Manipur, Meghalaya, Mizoram, Nagaland och Tripura samt i Bangladesh och Bhutan. I bergstrakter når arten 3000 meter över havet. Habitatet utgörs av städsegröna och lövfällande skogar, ibland med bambu som dominerande växt.

## Ekologi
Flocken med upp till 15 medlemmar består vanligen av en alfahanne, några vuxna honor och deras ungar. Dessutom finns ungkarlsflockar, flockar med flera hannar och ensamma hannar. De har ett komplext socialt beteende med ömsesidig pälsvård samt olika ansiktsuttryck och läten för kommunikationen. Olika grupper har oftast överlappande revir men alfahannen är i allmänhet aggressiv mot hannar från andra flockar.
Trachypithecus pileatus äter främst blad samt några frukter, blommor, frön, bark och andra växtdelar. Den letar vanligen på morgonen och senare kvällen efter föda och vilar annars uppe i träd.
Parningen sker mellan september och januari och ibland finns en annan parningstid i april/maj. Cirka tre månader senare föds en unge. Ungen följer i början modern eller ibland en annan hona från flocken och söker senare kontakt till andra ungar i samma flock. Ungefär tio månader efter födelsen letar ungen självständig efter föda men den håller några månader till kontakt till modern.

## Hot och status
Det största hotet utgörs av habitatförlust på grund av urbanisering i utbredningsområdet. Arten jagas i viss mån för köttets och andra kroppsdelars skull. Några ungar fångas för att hålla de som sällskapsdjur. IUCN befarar att beståndet minskar med 30 procent under de följande 36 åren (tre generationer) och kategoriserar arten globalt som sårbar.